# Damloup
Damloup é uma comuna francesa na região administrativa de Grande Leste, no departamento de Meuse. Estende-se por uma área de 5,28 km². Em 2010 a comuna tinha 137 habitantes (densidade: 25,9 hab./km²).